# Wright R-1300 Cyclone 7
O Wright R-1300 Cyclone 7 é um motor radial aeronáutico de sete cilindros refrigerado a ar produzido pela Curtiss-Wright.

## Projeto e desenvolvimento
O R-1300 é basicamente um Wright R-2600 de linha única. O motor foi produzido em massa, mas não foi amplamente utilizado. Os projetos foram iniciados em 1942, mas o primeiro voo do R-1300 não aconteceu até 1949. O motor foi produzido sob licença por Kaiser-Frazer e mais tarde pela AVCO Lycoming.
O motor foi usado em combate — os motores R-1300-1A e -1B instalados no North American T-28 Trojan modelo A e os R-1300-3, -3A, -3C e -3D no Sikorsky UH-19. O motor R-1300-1B foi utilizado no Ayres Thrush. Os modelos R1300-4 e -4A foram utilizados no dirigível classe N; 50 destas variantes foram produzidas pela AVCO.
Os primeiros motores produzidos tinham problemas de vibração, sendo necessária a instalação de um amortecedor aperfeiçoado na manivela para solucionar este problema.

## Variantes
R-1300-2
Uma versão de condução direta do R-1300-1. Tinha uma caixa de redução de 0.5625:1. Ambos utilizavam o carburador PD9F1.
R-1300-3
Versão menor com 690.3 hp (515 kW). Utilizava um ventilador para refirgeração e um carburador PD9G1.
R-1300-4
Similar ao R-1300-1, com alguns componentes acessórios diferentes.
R-1300-CB7A1
Com caixa de redução para uso em aeronaves de asa fixa.